# صامويل موسبرغ
صامويل موسبرغ (بالإنجليزية: Samuel Mosberg)‏ (14 يونيو 1896 – 30 أغسطس 1967) هو ملاكم أمريكي راحل، مثّل بلاده في الألعاب الأولمبية الصيفية 1920.

## روابط خارجية
صامويل موسبرغ على موقع بوكس ريك (الإنجليزية) (registration required)
- صامويل موسبرغ على موقع أوليمبيديا (الإنجليزية)